# Comune di Kerč'
Il comune di Kerč (in russo Керченский горсовет?; in ucraino Керченська міськрада?; in tataro: Keriç şeer şurası) è un circondario urbano della Crimea con 158.165 abitanti al 2013. Il capoluogo è l'omonima città, con cui coincide.

## Geografia antropica

### Suddivisioni amministrative
Il comune coincide con la città di Kerč'.